# The Sims 2: Jorden runt
The Sims 2 : Jorden Runt är det sjätte expansionspaketet till The Sims 2. I spelet kan simmarna åka till tre destinationer, som till exempel en tropisk ö, campa på en välkänd bergstopp eller utforska kulturen i fjärran östern. The Sims 2 Jorden Runt är inspirerat av The Sims: On Holiday. 
På varje resmål finns ett unikt landskap och lokala invånare, t.ex. elddansare eller ninjas. Simmarna kan umgås med invånarna och lära sig nya saker av dem. De kan även prova den lokala maten och beskåda kulturella landmärken. 
Spelet släpptes den 6 september 2007.

## Utflykter
Turer med glasbottensbåtar, äventyrliga bilresor och andra utflykter är nya aktiviteter för simmarna.

## Möjlighet att bo på nya logier
Simmarna kan bo på lyxiga hotell eller spara simdaler genom att välja ett enklare boende. De kan få rumsservice, bli ompysslade på spa med mera.
Och de kan faktiskt simma också!

## Unika föremål
Simmarna kan handla unika souvenirer som endast finns på resmålen, inklusive smycken som de kan bära eller ta med hem som presenter. De kan även råka hitta gömda platser, samla snäckskal på stranden eller gräva upp en skatt.